# Amphigramma
Amphigramma es un género de foraminífero planctónico considerado como nomen nudum e invalidado, aunque considerado perteneciente a la familia Globigerinidae, de la superfamilia Globigerinoidea, del suborden Globigerinina y del orden Globigerinida. Su rango cronoestratigráfico abarcaba el Liásico (Jurásico inferior).

## Descripción
Amphigramma no fue originalmente descrito, razón por la cual fue considerado nomen nudum y tuvo que ser invalidado. Tampoco se han propuesto posibles sinonimias.

## Clasificación
En Amphigramma no se ha considerado ninguna especie.